# Шахово (Рязанская область)
Шахово — деревня в Рязанском районе Рязанской области. Входит в Искровское сельское поселение.

## География
Находится в северо-западной части Рязанской области на расстоянии приблизительно 27 км на юг-юго-восток по прямой от вокзала станции Рязань II.

## История
На карте 1850 года показана как поселение с 9 дворами. В 1859 году здесь (тогда деревня Пронского уезда Рязанской губернии) было учтено 4 двора, в 1897 16.

## Население
Численность населения: 59 человек (1859 год), 70 (1897), 8 в 2002 году (русские 100 %), 3 в 2010.